# Hugo (Minnesota)
Hugo é uma cidade localizada no estado americano de Minnesota, no Condado de Washington.

## Demografia
Segundo o Censo dos Estados Unidos de 2020, a sua população era de 15 766 habitantes.

## Geografia
De acordo com o United States Census Bureau tem uma área de
93,2 km², dos quais 88,0 km² cobertos por terra e 5,2 km² cobertos por água. Hugo localiza-se a aproximadamente 931 m acima do nível do mar.

## Localidades na vizinhança
O diagrama seguinte representa as localidades num raio de 12 km ao redor de Hugo.